# Гней Корнелій Лентул Авгур
Гней Корнелій Ле́нтул Авгу́р (? — 25) — політичний, державний та військовий діяч Римської імперії, консул 14 року до н. е.

## Життєпис
Походив з патриціанського роду Корнеліїв Лентулів. Син Гнея Корнелія Лентула, сенатора. Політичній кар'єрі сприяв імператор Октавіан Август. Гней Корнелій став членом колегій авгурів та арвальських братів. Завдяки Августу у 14 році до н. е. обраний консулом разом з Марком Ліцинієм Крассом Фругі.
З 10 до 6 року до н. е. був легатом у римській армії на Дунайському кордоні. Тут він брав участь в успішних походах проти даків та сарматів, завдяки цьому Лентул отримав тріумфальні відзнаки. З 2 до 1 року до н. е. як проконсул керував провінцією Азія.
У 14 році брав участь у придушенні Друзом повстання легіонерів у Далмації. Після приходу до влади Тиберія Лентул підтримував його у сенаті. Також на підтримку імператора виступав перед сенаторами у 16 та 22 роках.
З огляду на те, що Корнелій Лентул не мав спадкоємця, його величезні статки (400 млн сестерціїв) після смерті відійшли до імператора Тиберія.